# Zadybie Stare (gromada)
Zadybie Stare – dawna gromada, czyli najmniejsza jednostka podziału terytorialnego Polskiej Rzeczypospolitej Ludowej w latach 1954–1972.
Gromady, z gromadzkimi radami narodowymi (GRN) jako organami władzy najniższego stopnia na wsi, funkcjonowały od reformy reorganizującej administrację wiejską przeprowadzonej jesienią 1954 do momentu ich zniesienia z dniem 1 stycznia 1973, tym samym wypierając organizację gminną w latach 1954–1972.
Gromadę Zadybie Stare z siedzibą GRN w Zadybiu Starym (w obecnym brzmieniu Stare Zadybie) utworzono – jako jedną z 8759 gromad na obszarze Polski – w powiecie garwolińskim w woj. warszawskim, na mocy uchwały nr VI/10/2/54 WRN w Warszawie z dnia 5 października 1954. W skład jednostki weszły obszary dotychczasowych gromad Huta Zadybska, Stryj, Zadybie Nowe, Zadybie Stare i Zaryte oraz kolonia Kosiny, kolonia Saturnia, kolonia Serwatka i wieś Wygranka z dotychczasowej gromady Borucicha ze zniesionej gminy Kłoczew w tymże powiecie. Dla gromady ustalono 17 członków gromadzkiej rady narodowej.
1 stycznia 1956 gromada weszła w skład nowo utworzonego powiatu ryckiego w tymże województwie.
31 grudnia 1961 gromadę zniesiono, włączając jej obszar do gromad: Jagodne (wieś Huta Zadybska), Kłoczew (wieś Stare Zadybie) i Wola Zadybska (wsie Nowe Zadybie i Wygranka) w tymże powiecie.